# Cornești (Mihai Viteazu), Cluj
Cornești, mai demult Șonfalău, (în maghiară Sinfalva) este un sat în comuna Mihai Viteazu din județul Cluj, Transilvania, România.
Pe Harta Iosefină a Transilvaniei din 1769-1773 (Sectio 109) apare sub numele de Sinfalva.

## Istoric
Următoarele obiective au fost înscrise pe Lista monumentelor istorice din județul Cluj, elaborată de Ministerul Culturii din România în anul 2015:
- Situl arheologic din punctul "Pârâul Hășdate", la nord-vest de sat, pe partea stângă a pârâului Hășdate (cod LMI CJ-I-s-B-07020)
- Biserica romano-catolică "Sf. Emilia" (cod LMI CJ-II-m-B-07580)

La intersecția dintre actualul drum național DN75 Turda - Câmpeni și drumul ce vine dinspre Cheile Turzii la Cornești a fost tras în țeapă de către trupele austriece (Lobonți) renumitul haiduc Nichita Balica, după reprimarea revoltei antiaustriece a Curuților.
Până în anul 1876 localitatea a aparținut Scaunului Secuiesc al Arieșului.

## Lăcașuri de cult
- Biserica Romano-Catolică "Sf.Emilia" din anul 1774, cu zid de incintă. Biserica este înscrisă pe lista monumentelor istorice din județul Cluj (2015).

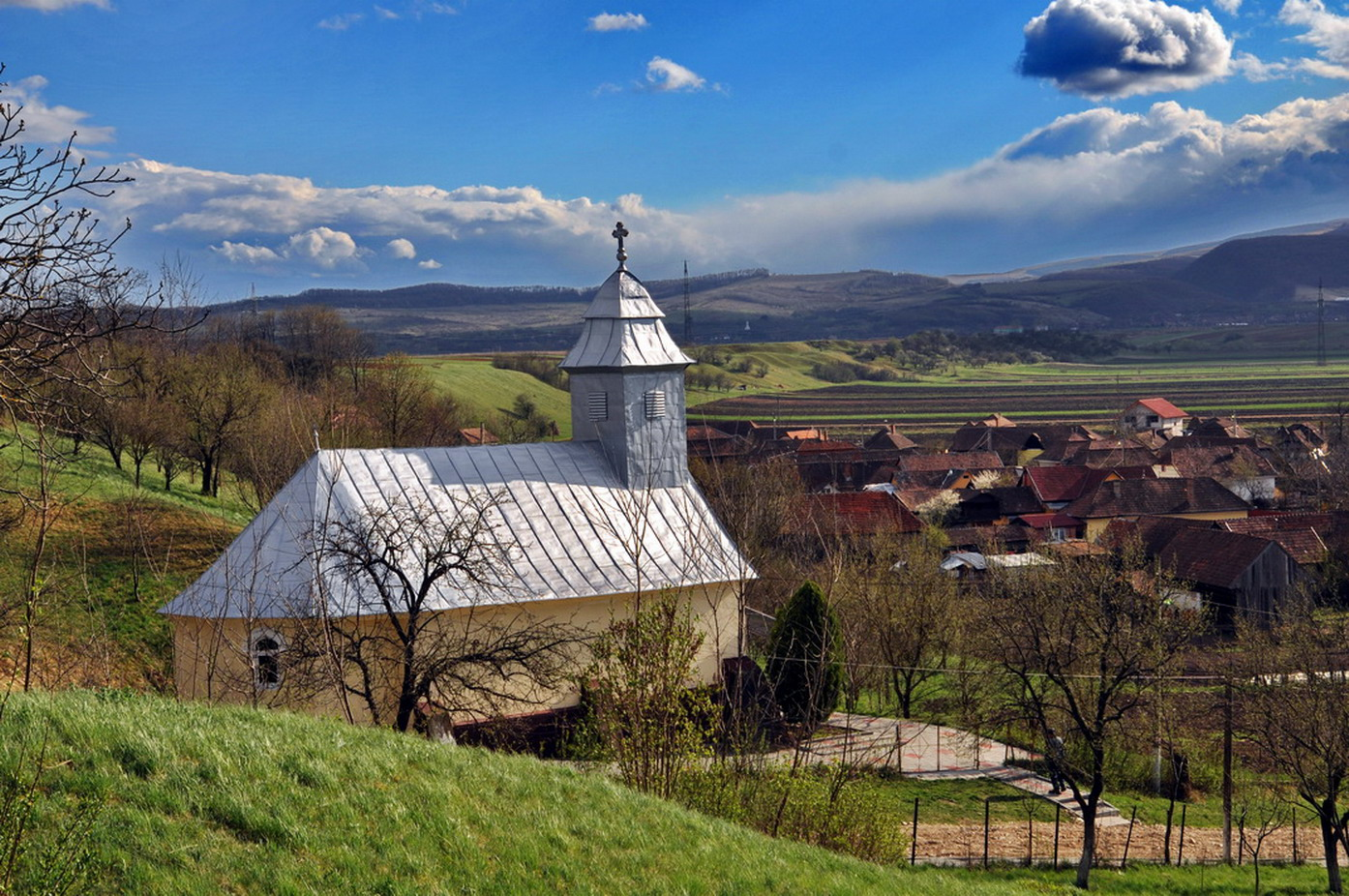
Biserica ortodoxă, fostă greco-catolică până în 1948, cu hramul „Adormirea Maicii Domnului”

- Piatra de temelie a bisericii a fost pusă în anul 1882, în timpul păstoririi preotului greco-catolic Alexandru Gaja. Din 1948 a fost trecută în folosința ortodocșilor. Datorită stării avansate de degradare a necesitat lucrări ample de renovare. O primă etapă s-a încheiat în anul 1986, o a doua etapă a avut loc între anii 2004-2009. Lăcașul de cult a fost împodobit iconografic în anul 2011, în tehnica tempera grasă, de pictorul Liviu Istvan din localitatea Balda. Tetrapoadele au fost realizate de Roșca Vasile din Alba Iulia, iar strana de Dumitru Solomon din Piatra Neamț. Clopotele au fost achiziționate în anul 2012 de la o societate din Târgu Mureș; clopotnița a fost confecționată de doi meșteri localnici[4].

## Obiective turistice
- Cascada Ciucaș

## Transporturi
Haltă de cale ferată a Mocăniței (în prezent inactivă). În unele ediții ale "Mersului Trenurilor" din trecut, halta era denumită "Plăiești" (numele unui sat învecinat).

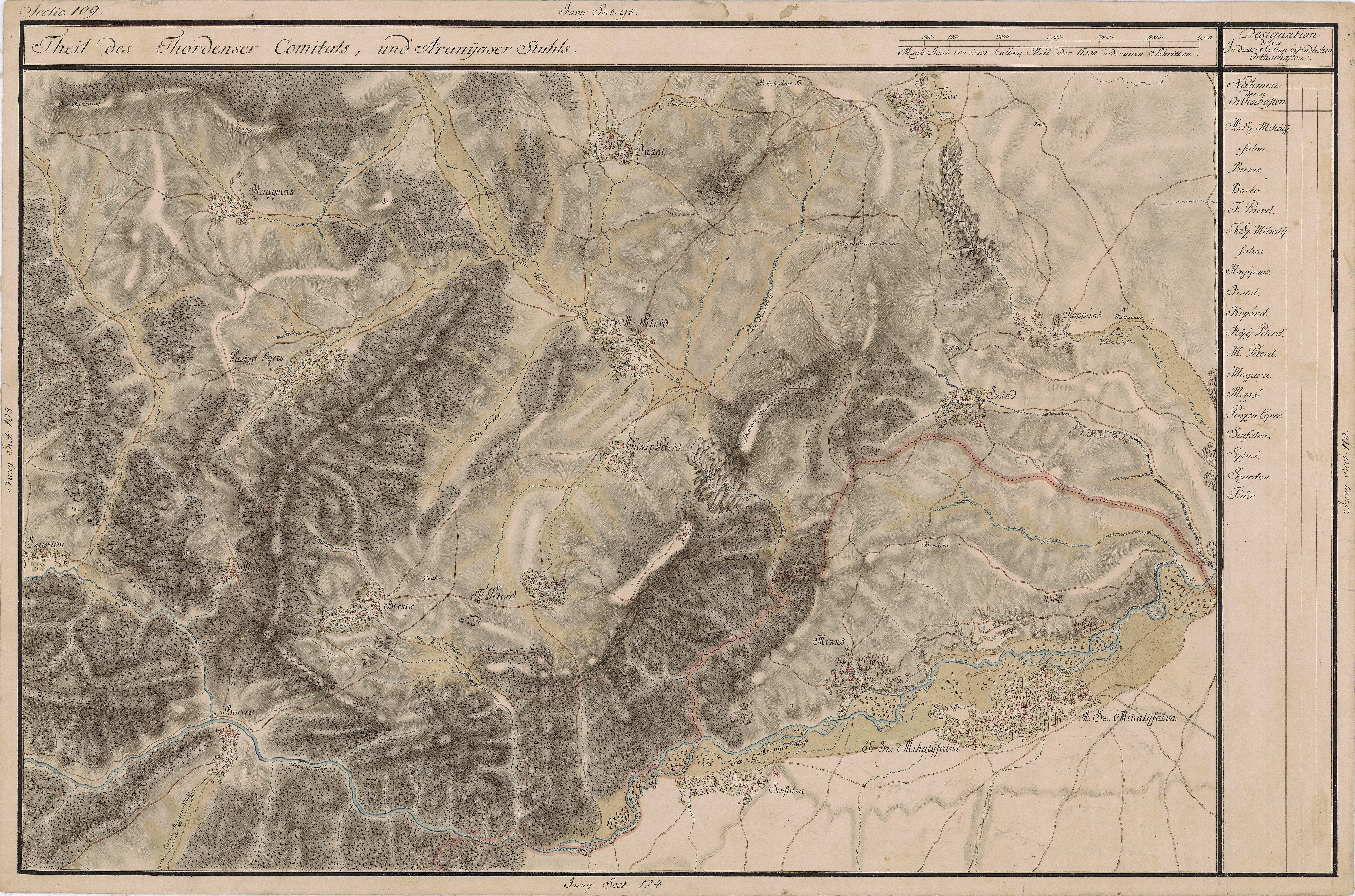
Cornești pe Harta Iosefină a Transilvaniei, 1769-1773 (Sectio 109)